# Limnebius cupulifer
Limnebius cupulifer är en skalbaggsart som beskrevs av Armand D'Orchymont 1941. Limnebius cupulifer ingår i släktet Limnebius och familjen vattenbrynsbaggar. Inga underarter finns listade i Catalogue of Life.